# Lujo Brentano
Ludwig Josef „Lujo“ Brentano (18. prosince 1844 Aschaffenburg – 9. září 1931 Mnichov) byl německý ekonom. Pocházel ze zámožné rodiny italských katolických přistěhovalců, jeho starším bratrem byl filosof Franz Brentano. Vyučoval na Vratislavské univerzitě, Štrasburské univerzitě a Mnichovské univerzitě. Byl představitelem katedrového socialismu, na rozdíl od Karla Marxe prosazoval spojení sociální a tržní ekonomiky. Patřil k zakladatelům sdružení Verein für Socialpolitik, zdůrazňoval roli odborů v hospodářském životě, z jeho teorií vycházela politika výmarské republiky. V roce 1914 podepsal Manifest 93.